# Тартрат натрия
Тартрат натрия  — химическое соединение,
соль натрия и винной кислоты
с формулой Na2C4H4O6,
растворяется в воде,
образует кристаллогидрат,
пищевая добавка E335.

## Физические свойства
Тартрат натрия  образует кристаллогидраты состава Na2C4H4O6•2H2O — бесцветные кристаллы.
Растворяется в воде, не растворяется в этаноле.

## Применение
Применяется в качестве эмульгатора и связующего агента в пищевой промышленности при производстве желе, маргарина, а также оболочек для колбас (пищевая добавка E335).